# Nuoto in acque libere ai campionati mondiali di nuoto 2009 - 10 km femminili
La gara dei 10 km femminili di nuoto in acque libere ai campionati mondiali di nuoto 2009 si è svolta la mattina del 22 luglio 2009 al Lido di Ostia a Roma, in Italia. Hanno partecipato alla competizione 45 atlete.

## Medaglie
| Pos. | Atleta                 | Nazionalità   |
| ---- | ---------------------- | ------------- |
|      | Keri-Anne Payne        | Gran Bretagna |
|      | Ekatarina Seliverstova | Russia        |
|      | Martina Grimaldi       | Italia        |

## Risultati
| Pos.    | Atleta                       | Nazionalità   | Tempo     | Distacco |
| ------- | ---------------------------- | ------------- | --------- | -------- |
| Oro     | Keri-Anne Payne              | Gran Bretagna | 2:01:37.1 |          |
| Argento | Ekaterina Seliverstova       | Russia        | 2:01:38.1 | 0.9      |
| Bronzo  | Martina Grimaldi             | Italia        | 2:01:38.6 | 1.5      |
| 4       | Andreina Pinto Perez         | Venezuela     | 2:01:40.8 | 3.7      |
| 5       | Angela Maurer                | Germania      | 2:01:40.9 | 3.8      |
| 6       | Linsy Heister                | Paesi Bassi   | 2:01:41.0 | 3.9      |
| 7       | Poliana Okimoto              | Brasile       | 2:01:41.5 | 4.4      |
| 8       | Margarita Dominguez          | Spagna        | 2:01:45.6 | 8.5      |
| 9       | Marianna Lymperta            | Grecia        | 2:01:45.7 | 8.6      |
| 10      | Jana Pechanova               | Rep. Ceca     | 2:01:50.2 | 13.1     |
| 11      | Alona Berbasova              | Ucraina       | 2:01:58.9 | 21.8     |
| 12      | Manon Lammens                | Belgio        | 2:02:00.3 | 23.2     |
| 13      | Alannah Jury                 | Nuova Zelanda | 2:02:01.0 | 23.9     |
| 14      | Teja Zupan                   | Slovenia      | 2:02:03.1 | 26.0     |
| 15      | Fang Yangqiao                | Cina          | 2:02:04.0 | 26.9     |
| 16      | Olga Beresneva               | Ucraina       | 2:02:04.0 | 26.9     |
| 17      | Nika Kozamernik              | Slovenia      | 2:02:04.4 | 27.3     |
| 18      | Karla Sitic                  | Croazia       | 2:02:04.5 | 27.4     |
| 18      | Odette Saldivar              | Messico       | 2:02:04.5 | 27.4     |
| 20      | Iris Matthey-Jaquet          | Svizzera      | 2:02:04.6 | 27.5     |
| 21      | Patricia Maldonado           | Venezuela     | 2:02:05.9 | 28.8     |
| 22      | Ana Marcela Cunha            | Brasile       | 2:02:06.4 | 29.3     |
| 23      | Silvie Rybarova              | Rep. Ceca     | 2:02:06.5 | 29.4     |
| 24      | Emily Brunemann              | Stati Uniti   | 2:02:06.6 | 29.5     |
| 25      | Alejandra Gonzalez           | Messico       | 2:02:06.7 | 29.6     |
| 26      | Stefanie Biller              | Germania      | 2:02:07.1 | 30.0     |
| 27      | Eva Fabian                   | Stati Uniti   | 2:02:09.9 | 32.8     |
| 28      | Maaike Waaijer               | Paesi Bassi   | 2:02:10.1 | 33.0     |
| 29      | Melissa Gorman               | Australia     | 2:02:16.0 | 38.9     |
| 30      | Katia Barros                 | Ecuador       | 2:02:20.3 | 43.2     |
| 31      | Alice Franco                 | Italia        | 2:02:22.1 | 45.0     |
| 32      | Ophelie Aspord               | Francia       | 2:02:22.9 | 45.8     |
| 33      | Zsofia Balazs                | Canada        | 2:02:24.3 | 47.2     |
| 34      | Shi Yu                       | Cina          | 2:02:28.3 | 51.2     |
| 35      | Katy Whitfield               | Gran Bretagna | 2:02:37.7 | 1:00.6   |
| 36      | Danielle de Francesco        | Australia     | 2:02:55.4 | 1:18.3   |
| 37      | Yurema Requena Juarez        | Spagna        | 2:03:16.8 | 1:39.7   |
| 38      | Natalie du Toit              | Sudafrica     | 2:06:22.5 | 4:45.4   |
| 39      | Nataly Caldas Calle          | Ecuador       | 2:06:26.9 | 4:49.8   |
| 40      | Wing Yung Natasha Terri Tang | Hong Kong     | 2:09:15.4 | 7:38.3   |
| 41      | Aurélie Muller               | Francia       | 2:09:23.7 | 7:46.6   |
| 42      | Nadine Williams              | Canada        | 2:12:07.9 | 10:30.8  |
| 43      | Cindy Toscano                | Guatemala     | 2:26:09.1 | 24:32.0  |
| -       | Larisa Il'čenko              | Russia        | dnf       | dnf      |
| -       | Swann Gabrielle Oberson      | Svizzera      | dnf       | dnf      |